# Chuu

Chuus Unterschrift

Kim Ji-woo (koreanisch 김지우, geboren am 20. Oktober 1999 in Cheongju, Provinz Chungcheongbuk-do), besser bekannt unter ihrem Künstlernamen Chuu (koreanisch 츄), ist eine südkoreanische Sängerin, Schauspielerin, Entertainerin und Model. Sie war Mitglied der südkoreanischen Girlgroup Loona und deren Untergruppe Loona yyxy.

## Biografie
Chuu wurde am 20. Oktober 1999 in Südkorea geboren. Ihr Vorname Ji-woo bedeutet „weise und geschickt“. Sie hat zwei jüngere Brüder, einen 6 Jahre jüngeren Bruder und den 8 Jahre jüngeren Kim Dong-hyun. Ihr Künstlername Chuu leitet sich aus der schnellen Aussprache ihres Vornamens Ji-woo ab. Chuu ist auch eine Onomatopoesie für einen Kuss.
Sie besuchte die Saetbyeol Elementary School und die Sannam Middle School in Cheongju.
Chuu trainierte sieben Jahre lang Taekwondo und hat den schwarzen Gürtel 3. Dan.
Chuu war Trainee bei Music Works in Seoul und danach von September 2017 bis Dezember 2017 bei Blockberry Creativ.
Am 9. Februar 2018 absolvierte Chuu die Hanlim Arts High School (Fakultät für Angewandte Musik) in Seoul.
Chuu unterschrieb am 4. Dezember 2017 einen Exklusivvertrag bei Blockberry Creative und wurde Mitglied der Girlgroup Loona.
Im Februar 2021 wurde Chuu Mobbing in der Schule vorgeworfen. Der Vorwurf war unbegründet. Nachdem Blockberry Creative rechtliche Schritte gegen die Anklägerin angekündigt hatte, entschuldigte sich diese für die falschen Anschuldigungen.
Im Januar 2022 beantragte Chuu eine einstweilige Verfügung zur Aussetzung ihres Exklusivvertrags, der das Gericht im März 2022 stattgab. Während der andauernden Rechtsstreitigkeiten mit Blockberry Creative gründete Chuu im April 2022 ihre eigene Firma „Chuu Corporation“ und konnte somit zusätzlich unabhängig von ihrer Agentur agieren. Im weiteren Verlauf musste Chuu am 25. November 2022 die Gruppe verlassen, da sie nach Aussage ihrer Agentur deren Mitarbeiter angeblich beleidigt und herumkommandiert hätte. Als Vorwand für Chuus Entlassung benutzte Blockberry Creativ Mitschnitte von KakaoTalk-Gesprächen zwischen Chuu und Mitarbeitern im Zeitraum von August 2021 bis Juli 2022. Am 19. Dezember 2022 veröffentlichte das Online-Medienunternehmen Dispatch Korea unter dem Titel „Ist das ein Recht oder Mobbing? … Chuu, die ganze Geschichte hinter der Situation um Chuu und Loona“ einen umfangreichen Bericht zum Rausschmiss von Chuu. In diesem Bericht stellte sich heraus, dass bei den Exklusivverträgen seitens Blockberry Creative so getrickst wurde, dass die Mitglieder einseitig benachteiligt wurden und die Verrechnung der Kosten gegenüber den Einnahmen überwiegend auf die Mitglieder abgewälzt wurden.
Am 7. April 2023 teilte die Künstleragentur ATRP mit, dass Chuu einen Exklusivvertrag mit ATRP abgeschlossen hätte. Diese Agentur vertritt seit dem 10. Juni 2025 auch Arin (Oh My Girl).

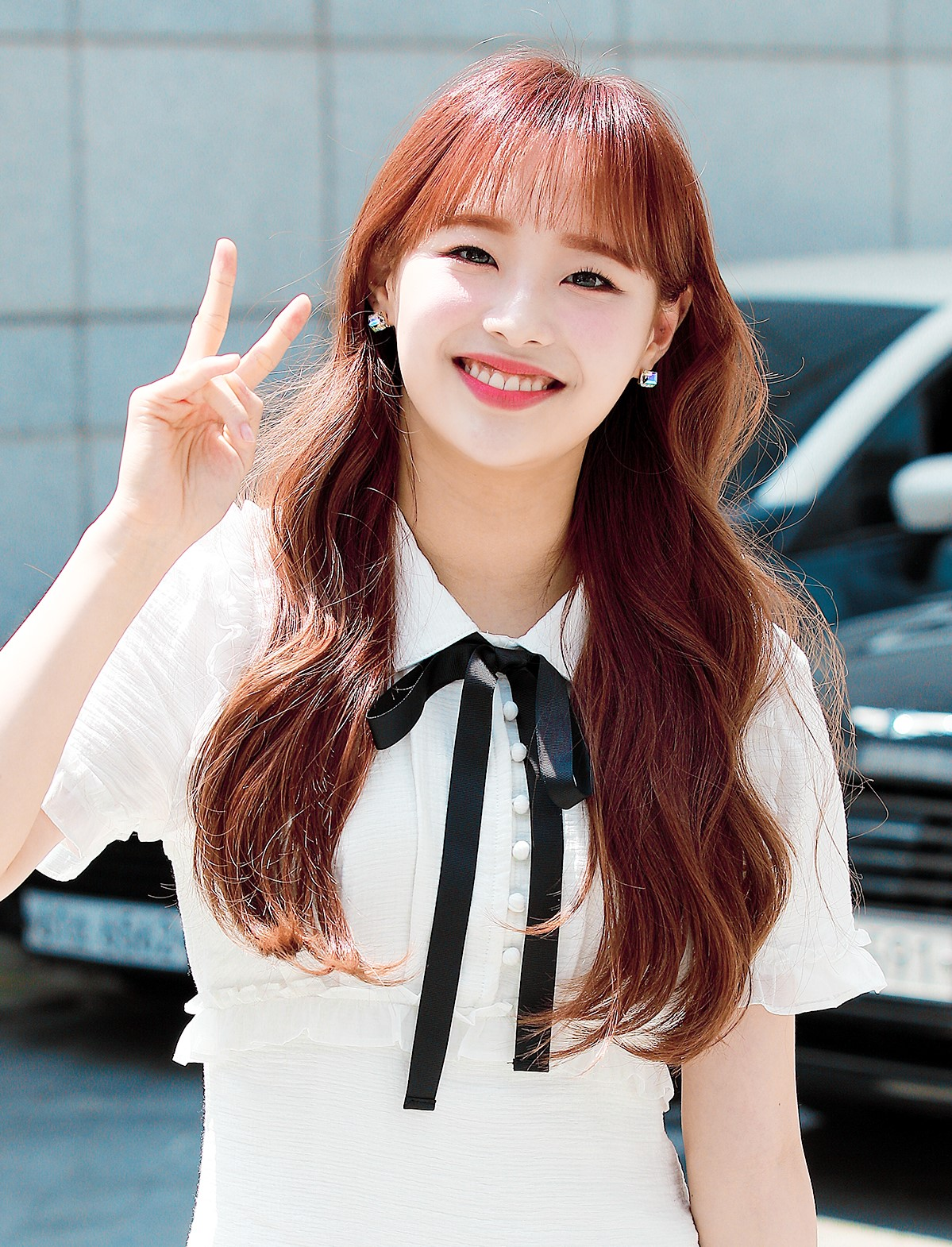
Chuu im Mai 2019

### Karriere als Sängerin
Im Rahmen der Vorstellung jedes einzelnen Mitglieds der Girlgroup Loona wurde am 28. Dezember 2017 das Single-Album Chuu mit dem Titelsong Heart Attack veröffentlicht. Das Musikvideo Heart Attack erschien ebenfalls am 28. Dezember auf YouTube.
Sie war auch Mitglied von Loonas Untergruppe Loona yyxy. Die Untergruppe bestand aus Chuu, Yves, Gowon und Olivia Hye. Am 30. Mai 2018 erschien von Loona yyxy das Mini-Album Beauty & the Beat mit dem Titelsong love4eva (Love Forever) und dem Musikvideo love4eva.
Chuu debütierte mit der gesamten Gruppe Loona am 20. August 2018 mit dem Mini-Album [+ +] und dessen Titelsong Hi High.
Am 27. Juni 2022 veröffentlichte Chuu mit dem südkoreanischen Singer-Songwriter und Rapper B.I die gemeinsame digitale Single Lullaby auf verschiedenen Musikseiten und das gleichnamige Musikvideo auf YouTube.
Am 12. August 2022 wurde bekannt gegeben, dass Chuu im September ein Remake des 1994er Songs One and a Half der südkoreanischen Band Two Two veröffentlichen würde. Der Song erschien am 4. September 2022 auf Musikseiten sowie als Musikvideo auf YouTube.
Die Coverversion des 1999er Songs Confession der südkoreanischen Solistin Park Hye-kyung erschien von Chuu am 16. Oktober 2022 als OST des Films „Ditto“.
Im Rahmen der „Songs for You“-Reihe von Lotte Shopping veröffentlichte Chuu in Kooperation mit dem südkoreanischen R&B-Sänger George am 5. Dezember 2022 das Weihnachtslied Dear My Winter digital und als Musikvideo.
Am 23. Februar 2023 folgte das Duett Let’s Love mit Kim Yo-han, Schauspieler und Mitglied der Boygroup WEi.
ATRP gab am 18. September 2023 bekannt, dass Chuu im Oktober als Solokünstlerin mit ihrem ersten Mini-Album debütieren würde. Das Mini-Album Howl mit dem gleichnamigen Titelsong und dem zugehörigen Musikvideo erschien am 18. Oktober 2023.
Zum Valentinstag veröffentlichte Chuu am 13. Februar 2024 die digitale Single Chocolate. Am 14. Februar erschien die englische Version dieses Songs. Das Musikvideo Chocolate wurde am 15. Februar veröffentlicht.
Am 22. Mai 2024 teilte ATRP mit, dass im Juni ein neues Album von Chuu erscheinen und sie dafür derzeit in Australien ein Musikvideo drehen würde.
Das zweite Mini-Album Strawberry Rush mit dem gleichnamigen Titelsong und dem Musikvideo wurde am 25. Juni 2024 veröffentlicht.
Am 24. Dezember 2024 veröffentlichte Chu auf YouTube ihr Musikvideo mit der Coverversion Nothing (von Bruno Mars).
ATRP gab am 28. März 2025 bekannt, dass das dritte Mini-Album von Chuu im April erscheinen würde. Am 21. April 2025 wurde Only cry in the rain mit dem gleichnamigen Titelsong und dem Musikvideo veröffentlicht.

### Karriere als Schauspielerin
Chuu hatte 2017 ihre erste Nebenrolle im K-Drama Part-Time Idol. In Episode 1 der fünfteiligen Serie spielte sie eine Studentin.
Am 2. Mai 2019 wurde veröffentlicht, dass Chuu ihre erste Hauptrolle als Han Eun-sol in der Webserie Dating Class von tvN D erhalten hätte. Die 16-teilige Serie wurde vom 10. Mai bis 29. Juni 2019 ausgestrahlt.
Am 2. Juli 2024 wurde mitgeteilt, dass Chuu, Arin (von Oh My Girl) und Sanha (von Astro) von JTBC gemeinsam Angebote über Hauptrollen in einem K-Drama erhalten hätten. Am 2. August 2024 wurden sie als Hauptdarsteller für My Girlfriend Is The Man! (My Girlfriend is a Hot Guy) bestätigt. Chuu spielt die Rolle der Figur Kang Min-ju, die Dreharbeiten würden im August beginnen.

### Karriere als Entertainerin
Seit 2019 hat Chuu in zahlreichen Unterhaltungssendungen mitgewirkt. Von Juli bis September 2019 war sie in der zweiten Staffel der Varieté-Show Isekwi 2 (This World Quiz Staffel 2) Diskussionsteilnehmerin gemeinsam mit MJ (von Astro). Die Show wurde von Il-hoon (von BtoB) moderiert.
Im Dezember 2019 nahm Chuu als Loona-Mitglied an MBCs 2020 Idol Star Athletics Championships (2020 ISAC) zum Neujahrsfest 2020 teil. Im Verlauf der Sendung zog ein MBC-Mitarbeiter Chuu an ihren Haaren, worauf MBC heftig kritisiert wurde und sich MBC offiziell und der Mitarbeiter sich persönlich bei Chuu entschuldigten.
Im Mai 2020 nahm Chuu als „Spring Girl“ an King of Mask Singer teil, schied aber in der zweiten Runde aus. Vom 9. Dezember bis 30. Dezember 2020 war Chuu Teilnehmerin an Mnets vierteiliger Reality-Show Running Girls.
Im März 2021 wurde Chuu als Diskussionsteilnehmerin in der Sendung Steel Troops von Channel A besetzt.
In den drei Folgen der SBS-Reality-Show Law of the Jungle – Spring Special in Jeju wirkte Chuu vom 17. April bis 1. Mai 2021 mit.

### Karriere als Model
Chuu wurde als Model für Fotoserien in folgenden Magazinen gebucht:
- Marie Claire KOREA (südkoreanisches Frauen-Magazin), Ausgabe März 2021[57]
- MAPS (südkoreanisches Magazin für globale Kunst und Jugendkultur), Ausgabe Februar 2023[58]

### Karriere als Werbemodel
Am 30. März 2021 wurde Chuu für das Jahr 2021 exklusives Markenmodel für das Erfrischungsgetränk Pocari Sweat des Getränkeherstellers Ōtsuka Seiyaku.
2021 wurde sie von Lotte Shopping für die Web-Entertainment-Serie „Hauteur“ ausgewählt, um das Unternehmen bei der Generation Z bekannt zu machen.
Im Mai 2021 warb Chuu für den Samsung Galaxy Store.
Am 18. Juni 2021 gab der Lebensmittelhersteller Chicken Maru bekannt, dass er Chuu als Werbemodel ausgewählt hätte.
Im August 2021 wurde sie als Werbemodel für das südkoreanische mobile Game Warpath von Lilith Games gebucht.
Für die Kreditkarte BC Card wurde Chuu im November 2021 Werbemodel.
Im Januar 2023 wurde sie Werbeträger des südkoreanischen Kaugummi- und Pfefferminz-Herstellers Eclipse.
Am 21. März 2025 wurde Chuu als weiteres exklusives Markenmodel von der koreanischen Bekleidungsmarke BYC ausgewählt.

### Karriere als YouTuberin
Seit dem 30. November 2020 hat Chuu ihren eigenen YouTube-Kanal Chuu Can Do It. Dort teilt sie Vlogs und mehr.

## Philanthropie
Am 28. Dezember 2022 wurde bekannt gegeben, dass Chuu den gesamten Erlös aus dem Verkauf von Merchandise-Artikeln im „Jiwoo Store“ ihres YouTube-Kanals an die Korea Music Development Corporation gespendet hat, um andere Musiker zu unterstützen.

## Fanclub
KKOTI (koreanisch 꼬띠) ist der offizielle Name des Fanclubs von Chuu. KKOTI leitet sich vom finnischen Wort für „Heimat“ und dem koreanischen Wort für „Blume“ ab. Der Name bedeutet, dass KKOTI ein Haus ist, das KKUKA (Bezeichnung für Chuus Fans) beschützt.
Die Mitgliedschaft im Fanclub gilt ca. ein Jahr und ist kostenpflichtig. Der Fanclub wird auf der Fan-Plattform Weverse gehostet. Am 25. Juli 2025 hatte KKOTI 270.000 Mitglieder.

## Diskografie
Für Chuu‘s Diskografie mit Loona und Loona yyxy siehe Loona (Band)/Diskografie

### EPs
| Jahr | Titel Musiklabel          | Höchstplatzierung, Gesamtwochen, AuszeichnungChartsChartplatzierungen (Jahr, Titel, Musiklabel, Platzierungen, Wochen, Auszeichnungen, Anmerkungen) | Anmerkungen                            |
| Jahr | Titel Musiklabel          | KR | Anmerkungen                            |
| ---- | ------------------------- | --- | -------------------------------------- |
| 2023 | Howl ATRP                 | KR3 (5 Wo.)KR | Erstveröffentlichung: 18. Oktober 2023 |
| 2024 | Strawberry Rush ATRP      | KR12 (3 Wo.)KR | Erstveröffentlichung: 25. Juni 2024    |
| 2025 | Only cry in the rain ATRP | KR15 (7 Wo.)KR | Erstveröffentlichung: 21. April 2025   |

## Musikvideos
| Titel                | Veröffentlichung  |
| -------------------- | ----------------- |
| Heart Attack         | 28. Dezember 2017 |
| Lullaby              | 27. Juni 2022     |
| One and a Half       | 4. September 2022 |
| Confession           | 16. Oktober 2022  |
| Dear My Winter       | 5. Dezember 2022  |
| Let’s Love           | 23. Februar 2023  |
| Howl                 | 18. Oktober 2023  |
| Chocolate            | 15. Februar 2024  |
| Strawberry Rush      | 25. Juni 2024     |
| Nothing              | 24. Dezember 2024 |
| Only cry in the rain | 21. April 2025    |

## Filmografie
Serien
- 2017: Part-Time Idol, Episode 1 (Nebenrolle: Studentin)[40]
- 2019: Dating Class (Hauptrolle: Han Eun-sol)[43]
- 2025: My Girlfriend Is The Man! (Hauptrolle: Kang Min-ju)[47]

## Auszeichnungen
- 2020: APAN Music Awards – Idol Champ Entertainer, Female[72]
- 2024: Universal Superstar Awards – Universal Style Wannabe[73]